# Bataille de Fishguard
Première Coalition
Batailles
La bataille de Fishguard est le nom donné à un débarquement militaire français en Grande-Bretagne survenu du 22 février au 24 février 1797 pendant la guerre de la Première Coalition. Ce débarquement, qui se solda par une cuisante défaite pour les envahisseurs, fut le dernier de l'histoire britannique.

## Préambule

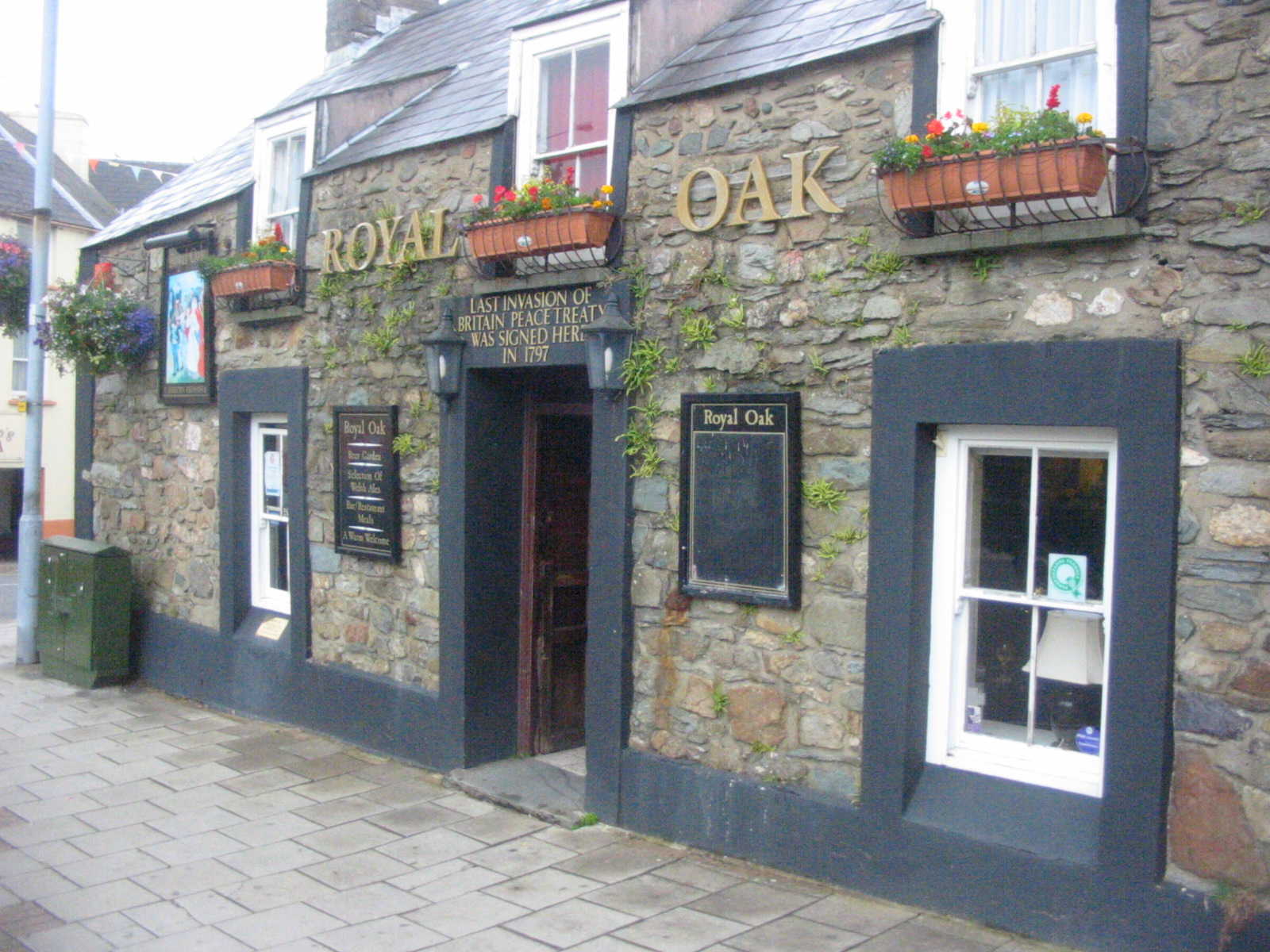
Royal Oak Pub à Fishguard, où John Campbell avait son quartier général

L'invasion était le plan du général Lazare Hoche, qui avait conçu une attaque à trois fourchons sur la Grande-Bretagne à l'appui des républicains irlandais sous les ordres de Theobald Wolfe Tone. Deux forces devaient débarquer en Grande-Bretagne comme effort de diversion, alors que le corps principal débarquerait en Irlande. Cependant, le mauvais temps et l'indiscipline arrêtèrent deux des forces, bien qu'un tiers des forces, le débarquement visé au Pays de Galles et la marche sur Bristol, aient avancé.
La force d'invasion, « La Légion Noire », était composée de 1 400 hommes, dont 800 étaient des irréguliers, sous la commande du colonel irlando-américain William Tate. Transporté sur quatre vaisseaux de guerre français sous la commande du capitaine Jean-Joseph Castagnier, les forces de William Tate débarquèrent à Carregwastad Head, près de Fishguard le 22 février, après un essai raté d'entrer dans le port de Fishguard lui-même. Cependant, au débarquement, la discipline se décomposa parmi les irreguliers, nombre d'entre eux désertèrent pour piller les villages voisins. Les troupes restantes rencontrèrent un groupe rapidement rassemblé d'environ 500 réservistes britanniques, de milice et de marins sous la commande de John Campbell. Après de brefs combats avec la population civile et les forces de John Campbell, le 23 février, William Tate était obligé de se rendre sans conditions, le 24 février. Plus tard, les Britanniques capturèrent des navires d'expédition, une frégate et une corvette. En dépit de tout ceci, Jean-Joseph Castagnier est parvenu à retourner en France.

## Histoire
William Tate à la tête d’une armée, constituée d’un ramassis de prisonniers politiques, de contrebandiers et de malfaiteurs, sortis des prisons de la ville de Marseille, débarquent sur les collines galloises, mal défendues par les militaires et les forces locales, pour pénétrer cette contrée, afin de soulever les paysans mécontents de leur sort et des exactions du gouvernement de Londres.

### La légion noire
Les défenseurs locaux avaient prudemment battu en retraite en direction de Haverfordwest, William Tate avait fait de Trehovel son quartier général, la légion était en embuscade le long des routes et quelques hommes étaient à la recherche de ravitaillement, de chevaux et de chariots. Arrivant non loin du rivage, ils rencontrent plusieurs chaumières, s’enivrent de quelques barriques de vin trouvées, pillent et oublient les ordres donnés par le capitaine.
Loin de les voir comme leurs libérateurs, les malheureux paysans se rebellent contre les mauvais traitements et les pillages inconsidérés des mercenaires, ce qui oblige William Tate à former un peloton d’exécution et de sévir. Les soldats ainsi formés refusent d’exécuter les ordres et menacent les officiers… et la mort dans l’âme William Tate est obligé d’abandonner son idée.

### Insurrection
L’expédition, mal organisée et indisciplinée, est assaillie par les paysans révoltés, hommes et femmes, qui sortent de toute part et qui, armés de fourches, de pelles et de pioches, attaquent les mercenaires.
La cordonnière Jemina Nicholas, cordonnière de Fishgard, dira par la suite avoir capturé à elle seule douze soldats à l’aide de sa fourche.
Le commandant de la flottille française, lève l’ancre immédiatement en prétextant que l’Angleterre était envahie et que sa mission était terminée. Dans la précipitation, William Tate, oublié et écœuré, reste sur place, en s’efforçant de discipliner le reste de ses troupes, et de dominer ses officiers qui tentent de négocier avec les Anglais pour une reddition honorable.
William Tate voit brusquement six cents hommes rassemblés à la hâte par lord Cawdor et composés de miliciens, de gardes nationaux, de marins et de gentilshommes suivis de leurs domestiques, ainsi qu’une artillerie composée de deux canons qui suivait le cortège s’approcher des positions françaises.
William Tate observe la colonne du haut d’une colline et voyant quelques tuniques rouges, suppose que cette armée était des Redcoats, soldats d’élite de la Grande-Bretagne. Lord Cawdor croyant lui aussi avoir affaire à une armée disciplinée fait route vers Fishgard pour établir son quartier général à l’auberge du Chêne royal (Royal Oak).

### Les tuniques rouges
À peine installés au Royal Oak, les forces britanniques voient arriver deux officiers français porteurs d’un message de leur chef William Tate demandant la reddition. Lord Cawdor répond à son tour par une lettre restée historique par son mensonge : «…vous n’êtes pas dans une situation qui vous permette de poser des conditions. J’ai sous mes ordres une force dix fois supérieure à la vôtre et plusieurs milliers d’autres soldats arriveront au lever du jour. Si vous ne vous rendez pas sans condition, nous attaquerons demain matin à dix heures… »
William Tate se laisse berner par l’audace de lord Cawdor et donne l’ordre à ses hommes de déposer les armes au lieu-dit Goodwick Sands, sous le regard triomphant des paysans et paysannes galloises revêtues de leur habit folklorique rouge... car tels étaient les redoutables Redcoats (tuniques rouges) observés par Tate.

### Les prisonniers
William Tate fut enfermé avec quelques officiers français à Pembroke comme prisonnier de guerre, et étaient approvisionnés par deux dames qui, pour améliorer leur sort, leur apportaient des bouts de bois ou d’os pour que ceux-ci puissent sculpter et en échange, améliorer l’ordinaire.
Deux officiers français arriveront à séduire les deux femmes qui arriveront à introduire en cachette, dans la prison, des outils permettant de creuser un tunnel sous le mur et ainsi de s’évader.
Les deux jeunes Galloises se sauvent avec les officiers français et leur indiquent qu’un petit sloop se trouve à quai dans le port.
Cette petite troupe hisse les voiles, mais faute de talents de navigateur, ils s’échouent sur un banc de sable et se rabattent sur un yacht qui était la propriété de lord Cawdor. Une prime de cinq cents livres est offerte pour la capture des traîtresses, et tous les bateaux se mettent à passer au crible les environs. Les Français, abandonnant le yacht au milieu du chenal, avaient pris un autre bateau qui faisait voile vers Saint-Malo. On retrouva les débris du yacht et, pensant que les occupants s’étaient noyés, les recherches anglaises furent abandonnées.
Les deux belles Galloises épousèrent les deux beaux officiers… et en 1802 la Grande-Bretagne et la France signèrent une trêve.